# Попрад (хокейний клуб)
ХК «Попрад» (словац. HK Poprad) — хокейний клуб з м. Попрад, Словаччина. Заснований 1929 року. Виступає у чемпіонаті Словацької Екстраліги. Домашні ігри команда проводить у Зимовому стадіоні м. Попрад (4,500). Офіційні кольори клубу синій і білий.

## Досягнення
Срібний призер чемпіонату Словаччини (2006, 2011, 2021).

## Відомі гравці
Найсильніші гравці різних років:
- воротарі: Мірослав Шимонович;
- захисники: Радослав Сухи, Андрей Новотний;
- нападаники: Мірослав Ігначак, Ріхард Жемлічка, Петер Бондра, Арне Кротак, Ігор Ратай, Петер Пухер, Любош Бартечко, Міхал Гандзуш, Любомір Вайц, Томаш Сурови.